# Élections locales écossaises de 2007 à Aberdeenshire
Pour un article plus général, voir Élections locales écossaises de 2007.

Les élections locales écossaises de 2007 à Aberdeenshire se sont tenues le 3 mai 2007.

## Composition du conseil
Majorité absolue : 35 sièges
| Parti               | Sièges  |
| ------------------- | ------- |
| Libéraux-démocrates | 24 / 68 |
| SNP                 | 22 / 68 |
| Conservateur        | 14 / 68 |
| Indépendant         | 8 / 68  |